# NGC 6663
NGC 6663 (другие обозначения — UGC 11276, MCG 7-38-11, ZWG 228.14, IRAS18319+4000, PGC 62032) — спиральная галактика (Sc) в созвездии Лира.
Этот объект входит в число перечисленных в оригинальной редакции «Нового общего каталога».